# Stenotrella seyrigi
Stenotrella seyrigi är en insektsart som först beskrevs av Lucien Chopard 1952.  Stenotrella seyrigi ingår i släktet Stenotrella och familjen syrsor. Inga underarter finns listade i Catalogue of Life.